# Жанаталап (Атырауская область)
Жанаталап (каз. Жаңаталап) — село в Атырауской области Казахстана. Находится в подчинении городской администрации Атырау. Входит в состав Атырауского сельского округа. Код КАТО — 231035200.

## Население
В 1999 году население села составляло 1511 человек (776 мужчин и 735 женщин). По данным переписи 2009 года, в селе проживало 2605 человек (1306 мужчин и 1299 женщин).

## Галерея
- Жаңаталап. Сельская амбулатория
- Жаңаталап. Ресторан "Асыл ана"
- Жаңаталап. Дом культуры
- Жаңаталап. Ресторан "Адина"